# D.A.彭尼贝克

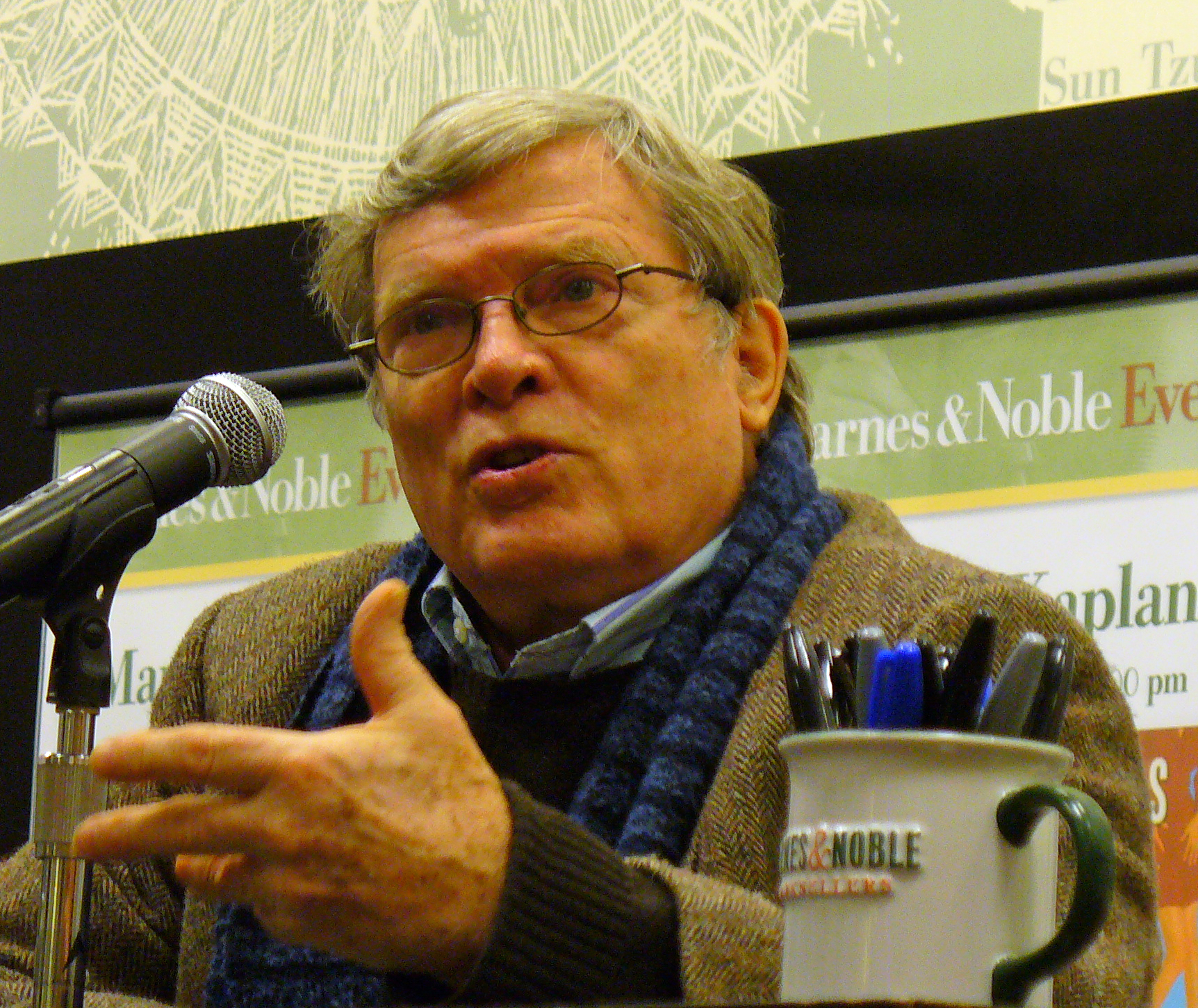
D.A.彭尼贝克

D.A.彭尼贝克 （1925年7月15日－2019年8月1日）是一位美国纪录片导演。生于埃文斯顿，其母就是摄影师。 1960年，约翰·肯尼迪和休伯特·汉弗莱參加了威斯康辛州民主党初选，這一初選過程被D.A.彭尼贝克拍成紀錄片。 D.A.彭尼贝克還拍過一步關於加拿大总理莱斯特·皮尔逊的紀錄片。 2013年，美国电影艺术与科学学院授予他奥斯卡荣誉奖這一稱號。 